# 威斯康星河
威斯康星河（英語：Wisconsin River）是美国威斯康辛州的河流，是密西西比河的支流。该河全长约430英里（692千米），是该州最长的河流。